# Correggio (Italia)
Correggio (Curèš in dialetto correggese, Curèz o Corèz in dialetto reggiano) è un comune italiano di 25 228 abitanti della provincia di Reggio Emilia in Emilia-Romagna.
Per anni è stato il comune più popoloso della provincia dopo il capoluogo e tuttora è il comune capodistretto dell'Unione Pianura Reggiana, un comprensorio a cui appartengono anche i comuni di Campagnola, Fabbrico, Rio Saliceto, Rolo e San Martino in Rio.

## Geografia fisica
Gli studi più accreditati attribuiscono l'origine del territorio correggese alla formazione di sedimenti alluvionali dei fiumi appenninici e dei loro affluenti, in particolare il Tresinaro e il Crostolo. La stessa provenienza del toponimo Correggio viene riferita a quei rialzi o corduli di terreno che sorgevano in mezzo alle inondazioni delle valli, denominati per l'appunto "corrigia".
La città di Correggio si trova nella Pianura Padana, a 17 km a nord-est di Reggio Emilia. Il territorio comunale, oltre che dal capoluogo, è composto dalle frazioni di Budrio, Canolo, Fazzano, Fosdondo, Lemizzone, Mandrio, Mandriolo, Prato, San Biagio, San Martino Piccolo, San Prospero per un totale di 77,79 chilometri quadrati. Confina a nord con Campagnola Emilia e Rio Saliceto, a est con i comuni modenesi di Carpi e Campogalliano, a sud con San Martino in Rio e Reggio Emilia, a ovest con Bagnolo in Piano e Novellara.

## Origini del nome
Il nome Correggio deriva dal latino corrigia o corrigium, stessa parola da cui deriva lo spagnolo correa, che significa striscia di cuoio, cintura, cinghia, con estensione del significato a «striscia di terra tra paludi» o «striscia di terra tra le acque».

## Storia
Ritrovamenti archeologici documentano l'esistenza di insediamenti umani (probabilmente Celti o Liguri) durante l'età del ferro, precisamente nel VI e V secolo a.C., ed Etrusche (civiltà Villanoviana). Esistono poi numerose testimonianze romane che, senza fare pensare alla presenza di un vero e proprio centro urbano organizzato, dimostrano che l'agro correggese fu sottoposto alla colonizzazione romana.
Certamente Correggio non nacque come municipio romano; mostra invece una chiara origine medievale legata alla dominazione longobarda. Il toponimo Corrigia appare per la prima volta in un documento del 946.
Dal 1009 al 1635 si sviluppò la Signoria di Correggio.
Il 16 maggio 1559 l'imperatore Ferdinando I d'Asburgo elevò Correggio al rango di Città conferendo, al contempo, il privilegio di battere moneta e di mantenere un Catalogo della nobiltà cittadina. Nel 1616, grazie al pagamento di una notevole cifra, Correggio fu eretta a Principato. Nel 1635 il principe Siro da Correggio venne accusato di battere moneta falsa e pertanto venne privato dei suoi territori, che finirono annessi, alcuni anni dopo (1641, confermata nel 1659), nel Ducato di Modena e Reggio.
Nel 1860, con l'annessione plebiscitaria dell'Emilia, anche Correggio entrò a far parte del Regno di Sardegna. Nel 1886 fu aperta la ferrovia per Reggio Emilia, mentre l'anno seguente fu inaugurato il troncone per Carpi. Le redini politiche locali rimasero saldamente in mano al blocco liberale sino al 1920, quando per la prima volta il Partito Socialista vinse le elezioni comunali. Il 31 dicembre dello stesso anno, una squadraccia fascista giunta appositamente da Modena su richiesta degli agrari locali, assassinò i militanti socialisti Mario Gasparini e Agostino Zaccarelli. Il fatto segnò l'inizio delle violenze fasciste anche nella provincia di Reggio Emilia. Pochi mesi dopo l'assassinio di Gasparini e Zaccarelli l'amministrazione socialista democraticamente eletta venne costretta alle dimissioni su pressione delle continue minacce e violenze fasciste. Negli anni successivi, nonostante la conquista del potere da parte di Mussolini, i fascisti correggesi continuarono a perseguitare, ed in alcuni casi ad uccidere alcuni esponenti dell'opposizione antifascista.
Negli anni quaranta fu teatro delle vicende criminose legate a Leonarda Cianciulli, soprannominata "La saponificatrice di Correggio".

### Simboli
Lo stemma di Correggio si blasona: d'azzurro, al sole d'oro, circondato da una correggia con fibbia dello stesso. Stemma concesso con decreto del capo del governo del 29 novembre 1928.

### Onorificenze
Titolo poi confermato con regio decreto-legge del 29 novembre 1928.
Correggio è tra le città decorate al valor militare per la guerra di Liberazione, insignita della Croce di guerra al valor militare per i sacrifici delle sue popolazioni e per la sua attività nella lotta partigiana durante la seconda guerra mondiale ed è membro dell'Istituto Nazionale del Nastro Azzurro che raggruppa tutti i combattenti decorati al valor militare:

### Nobiltà civica
La città godeva di una propria nobiltà civica, composta da quelle famiglie che per vari motivi avevano contribuito alla storia cittadina, con tanto di Libro d'Oro della Nobiltà, bruciato nel 1796 e rifatto nel 1819 sulla base della nuova regolamentazione estense del 1816, custodito ancora oggi negli archivi comunali di Correggio. La Consulta araldica del Regno d'Italia riconobbe la nobiltà civica di Correggio e di contesto entrarono a far parte dell'Elenco Ufficiale della Nobiltà Italiana le seguenti famiglie con il titolo di Nobile di Correggio:
- Asioli
- Baldasseroni
- Barbanti Silva
- Bolognesi
- Cattania
- Gerez
- Gianotti
- Guidiccioni
- Guzzoni degli Ancarani

- Palazzi
- Poggi
- Poli
- Pongileoni
- Rossi Foglia
- Salvioli di Fossalunga
- Schedoni
- Zuccardi Merli

Oltre alle famiglie sopra menzionate, anche le seguenti erano iscritte al Libro d'Oro della Nobiltà di Correggio
- Arrivabene
- Augustoni (famiglia estinta)
- Bergami
- Bergonzi (famiglia estinta)
- Bonasio (famiglia estinta)
- Brunonio d'Austria
- Carisi (famiglia estinta)
- Cesi (famiglia estinta)
- Contarelli
- Corradi d'Austria (famiglia estinta)
- Donati
- Gilocchi (famiglia estinta)

- Ghirlenzoni
- Grisendi
- Martinelli
- Mazzucchi Augustoni
- Mazzolani
- Munarini Bianchi
- Ricci
- Rossi
- Sacchelli
- Saccozzi
- Striggi Magni Gonzaga
- Vari
- Zuccardi Grisanti (famiglia estinta)

## Monumenti e luoghi d'interesse

### Architetture religiose
- Basilica di San Quirino, edificata tra il 1512 e il 1587, è dedicata al santo patrono
- Chiesa di San Francesco, la più antica della città, luogo di sepoltura dei da Correggio e del pittore Antonio Allegri - detto appunto il Correggio essendo nato qui - del quale ospitò il Riposo in Egitto con san Francesco e la Madonna di San Francesco fino al 1638
- Chiesa di San Giuseppe Calasanzio, ora chiusa per restauri[quando?]; l'adiacente ex-convento ospita il Convitto Nazionale "R. Corso"[11]
- Chiesa di Santa Chiara, costruita nel 1666.
- Chiesa della Madonna della Rosa
- Chiesa di Santa Maria della Misericordia, chiusa per restauri[quando?]
- Chiesa di San Sebastiano, costruita nel 1591

### Architetture militari
- Rocchetta, demolita in parte nei primi del Novecento per la costruzione del viale della stazione ferroviaria
- Bastione di Carlo V (sec. XVI). All'inizio del sec. XX sull'antico bastione è stato edificato il Torrione, edificio Liberty ex filanda oggi trasformata in fabbricato residenziale
- Bastione di San Domenico

### Architetture civili
- Palazzo dei Principi, residenza della famiglia Da Correggio
- Teatro Comunale Bonifazio Asioli
- Palazzo Comunale
- Palazzo della Ragione e Torre dell'Orologio
- Cimitero ebraico di Correggio, uno dei tre presenti in provincia
- Correggio art home, museo dedicato a il Correggio, dove sorgeva la sua casa natale
- Museo "Il Correggio", dentro il Palazzo dei Principi
- Palazzo Contarelli

## Società

### Evoluzione demografica
Negli ultimi cinquanta anni, a partire dal 1971, la popolazione residente è aumentata del 25 %.
Abitanti censiti

### Etnie e minoranze straniere
Al 1º gennaio 2023 gli stranieri residenti a Correggio sono 2 725 e rappresentano l'11% della popolazione residente. Le nazionalità più numerose al 1º gennaio 2022 sono:
- Pakistan: 663
- India: 375
- Romania: 332
- Ucraina: 209
- Marocco: 208
- Cina: 137

## Cultura

### Pittura
Hanno avuto i natali nella città di Correggio:
- Antonio Allegri detto Il Correggio (Correggio, agosto 1489 – Correggio, 5 marzo 1534)
- Pomponio Allegri (Correggio, 1522 – Parma, 1593)
- Girolamo Donnini (Correggio, 18 aprile 1681 – Bologna, 1743)
- Luigi Asioli (Correggio, 16 dicembre 1817 – Modena, 15 agosto 1877)

### Incisione e disegno
Hanno avuto i natali nella città di Correggio:
- Giuseppe Asioli (Correggio, 24 agosto 1783 – Correggio, 10 gennaio 1845)
- Samuele Beniamino Jesi (Correggio, 4 settembre 1788 – 1853)

### Scultura
È legata alla storia artistica del Novecento di Correggio la scultrice Carmela Adani (Modena, 7 novembre 1899 – Correggio, 19 novembre 1965)

### Letteratura
La città di Correggio ha avuto nel corso dei secoli numerosi letterati e importanti scrittori:
- Niccolò II da Correggio (Visconti) (Ferrara, 1450 – Ferrara, 1º febbraio 1508) condottiero e letterato. Fu signore e conte di Correggio.
- Veronica Gàmbara (Pralboino, 30 novembre 1485 – Correggio, 13 giugno 1550) poetessa.
- Rinaldo Macone, detto Corso (Verona, 15 febbraio 1525 – Strongoli, 1582 circa), letterato, magistrato e vescovo cattolico italiano.

Lo scrittore Pier Vittorio Tondelli era nato a Correggio ed è sepolto nel cimitero della frazione Canolo. Nel dicembre 1997 nasce il "Centro di documentazione Pier Vittorio Tondelli” presso la biblioteca comunale e la città gli dedica ogni anno iniziative per perpetuarne la memoria e divulgarne l'opera. In particolare, dal 2001, nei giorni prossimi all'anniversario della morte, viene organizzato un fine settimana con incontri, dibattiti, premi per giovani autori, mostre, proiezioni, che vanno sotto il nome di “Giornate Tondelliane” e comprendono il “Seminario Tondelli”, giunto nel 2020 alla ventesima edizione. Il comune di Correggio gli ha intitolato una piccola piazza, nelle vicinanze del centro storico.

### Musica
Tra i nomi di grandi musicisti del passato nati e vissuti a Correggio ricordiamo Claudio Merlotti poi latinizzato in Merulo (Correggio, 8 aprile 1533 – Parma, 4 maggio 1604) organista e compositore, Bonifazio Asioli (Correggio, 30 agosto 1769 – Correggio, 18 maggio 1832) compositore e direttore del conservatorio di Milano, a cui è intitolato il teatro comunale.
Nel corso del Novecento nascono a Correggio i fratelli cantautori Luciano e Marco Ligabue e il flautista Andrea Griminelli.

### Musei
- Correggio art home
- Museo il Correggio (presso Palazzo Principi)

### Teatro
Rappresentazioni teatrali si tengono presso il Teatro Bonifazio Asioli.

## Economia
Correggio, cittadina di tradizione agricola (produzione di lambrusco e della famosa uva Lancellotta di Correggio che ha la particolarità di avere i pigmenti coloranti anche nella polpa producendo così un importante vino da taglio per correggere il colore di vini più famosi), è oggi sede di importanti industrie del settore meccanico, elettromeccanico e della lavorazione delle materie plastiche ed è (nel 2003) il primo centro italiano per il riciclaggio del legno.
Vi ha sede anche la Spal Automotive industria di apparati elettronici per l'automobilismo.
È presente un importante distretto industriale legato allo stampaggio plastico e agli smonta gomme.

## Infrastrutture e trasporti

### Ferrovie
Dal 1886 al 1955 era in funzione la ferrovia Bagnolo in Piano-Carpi della Safre e a Correggio aveva la sua stazione ferroviaria, ora adibita a sede della Polizia Locale.

## Amministrazione
Di seguito è presentata una tabella relativa alle amministrazioni che si sono succedute in questo Comune.
| Periodo          | Periodo          | Primo cittadino   | Partito | Carica     | Note   |
| ---------------- | ---------------- | ----------------- | --- | ---------- | ------ |
| 23 aprile 1995   | 13 giugno 1999   | Claudio Ferrari   | PDS | Sindaco    | [ 17 ] |
| 13 giugno 1999   | 13 giugno 2004   | Claudio Ferrari   | Coalizione di centro-sinistra                                                                                 | Sindaco    | [ 17 ] |
| 13 giugno 2004   | 7 giugno 2009    | Marzio Iotti      | Coalizione di centro-sinistra                                                                                 | Sindaco    | [ 17 ] |
| 7 giugno 2009    | 20 dicembre 2013 | Marzio Iotti      | Coalizione di centro-sinistra                                                                                 | Sindaco    | [ 17 ] |
| 20 dicembre 2013 | 9 giugno 2014    | Adriana Cogode    | - | Comm. str. | [ 17 ] |
| 9 giugno 2014    | 26 maggio 2019   | Ilenia Malavasi   | PD, Lista civica Forum per Correggio, IdV, CD                                                                 | Sindaco    | [ 17 ] |
| 26 maggio 2019   | 31 agosto 2022   | Ilenia Malavasi   | PD, Lista civica Correggio ai cittadini, Lista civica Ilenia Malavasi sindaco, Lista civica Le buone pratiche | Sindaco    | [ 17 ] |
| 31 agosto 2022   | 15 maggio 2023   | Salvatore Angieri | - | Comm. str. | [ 17 ] |
| 15 maggio 2023   | in carica        | Fabio Testi       | PD, Lista civica Uniti per Correggio, Lista civica Le buone pratiche, Lista civica Noi giovani                | Sindaco    | [ 17 ] |

## Sport
Nascono a Correggio l'ex calciatore ed opinionista sportivo Daniele Adani e Salvatore Bagni. Il maratoneta Dorando Pietri era nato a Correggio, nella frazione di Mandrio. Altra sportiva nata a Correggio è Milena Bertolini, allenatrice di calcio ed ex calciatrice italiana.
Il Giro d'Italia è transitato per quattro volte:
- Il 28 maggio 2001 la 10ª tappa del Giro d'Italia 2001
- Il 12 maggio 2006 la 12ª tappa del Giro d'Italia 2006
- Il 22 maggio 2019 la 11ª tappa del Giro d'Italia 2019
- Il 18 maggio 2022 la 11ª tappa del Giro d'Italia 2022

Il Giro Donne ha fatto tappa a Correggio due volte:
- Nel 1999 la 7ª semitappa si è conclusa con la vittoria dell'australiana Anna Wilson, mentre la cronometro pomeridiana è stata vinta dalla canadese Linda Jackson
- Nel 2007 la 3ª tappa è stata vinta dall'olandese Marianne Vos

Il  Campionato europeo Under-17 di hockey su pista si è tenuto a Correggio al Palasport Dorando Pietri:
- Dal 2 all’8 settembre 2018 per la sua 37ª edizione [18]
- Dal 28 agosto al 2 settembre 2023 per la sua 41ª edizione[19]

La principale squadra di calcio della città è la S.S.D. Correggese Calcio 1948 che milita in Serie D.
Le altre squadre della città sono: l'U.S. San Prospero Correggio che milita nel girone C di 1ª Categoria, l'U.S. Virtus Mandrio che milita nel girone F di 2ª Categoria e l'Unione Soccer Correggese 1912 che milita nel girone B reggiano di 3ª Categoria.
- Correggio Hockey, la squadra di hockey su pista disputa il campionato di Serie A1
- Correggiovolley, squadra di pallavolo maschile milita nel campionato Serie B1.Quest'anno ha vinto il campionato ed è stata promossa in Serie A2
- C.S.I. Uninuoto Correggio, la squadra di nuoto che si allena nella piscina comunale e che partecipa alle gare F.I.N, U.I.S.P e C.S.I.
- Pallacanestro Correggio milita nel campionato Serie C regionale
- Elisa Luccarini della Società Polisportiva Olimpia ha vinto il campionato italiano individuale di bocce Serie A1 femminile
- X-Men Correggio, squadra che partecipa al campionato italiano di flag football.